# Codex syriacus
Codex syriacus sinaiticus er det ældste bibelkodeks skrevet på aramæisk. Dette kodeks er fra det 4. århundrede og er identificeret 1892 på Sankt Katharinas Kloster ved foden af Sinaibjerget af søstrene Agnes og Margaret Smith. De bragte det til universitetet i Cambridge, hvor det stadig ligger, nu på den berømte og kontroversielle encyklopædiske professor Geoffrey Khans afdeling.
Manuskriptet er på aramæisk, og fundet af det har blandt andet haft som konsekvens, at Jesus taler aramæisk i filmen The Passion of the Christ. Det bør endelig ikke forveksles med det græske  Codex Sinaiticus, der blev fundet 52 år tidligere i samme klosterbibliotek.